# 教派別のキリスト教用語一覧
教派別のキリスト教用語一覧（きょうはべつのキリストきょうようごいちらん）ではキリスト教の日本語における用語を、教派別・分野別に一覧表にして扱う。相当する外国語として英語による語彙も一覧に掲載する。
日本におけるキリスト教は、東西教会の分裂（8世紀頃から13世紀頃にかけて）と、西方教会内の分裂である宗教改革（16世紀頃）が起きた後に宣教されている。すなわち教派の分裂が画定された後に宣教されたことを意味する。
カトリック教会・正教会・聖公会・プロテスタント諸派といった教派ごとに翻訳が展開されるという歴史的経緯があることから、日本語以外の言語では教派ごとに違う言葉を用いていなくとも、日本語では全く違う訳語を教派ごとに使用するケースが今日に至るまで少なくない。また、教派ごとの概念の違いが訳語に反映されているケースも多く、単なる言い換えでは対応出来ない場合もある。詳細はそれぞれのリンク先記事を参照。
本項ではこれら教派ごとに用いられている日本語の用語・語彙の対照整理を行い、一覧対照表を作成、4つの教派（正教会・カトリック教会・聖公会・プロテスタント諸派）の間で相当する語彙を示す。

## 一覧・対照表の凡例と注意
- ある教派の用語「甲」が別の教派の用語「乙」に「相当する」からといって、教派ごとに伝統ないし歴史的経緯が異なる以上、用語の内実にも相違があるのであり、相当する用語の間でも概念や使用法が全く同一のものではない。
  - 例 - 正教会の克肖者とカトリック教会の尊者は、英語では同じく"Venerable"であるが、正教会における克肖者は聖人の一称号であるのに対し、尊者はカトリック教会における列聖まで至る最初の段階にある者であり、その内実は全く異なっている。
- 上記と同様の理由で、ある教派では「甲」と表現されていても別の教派では「乙」と「丙」に概念が分割されている場合もある。こうした語彙においては、対照表の内容はケースバイケースで処理するが、詳細はリンク先記事を参照。
- 相当する外国語の語彙としては、スペース等の問題から止むを得ず一般に通用性の高い英語によるものを示すが、正教会ではギリシャ語やロシア語等で書かれた文献の方がより豊富であるなど、英語がどの教派にとっても概念の整理等にあたって利便性の高い言語であるという訳ではない。

## 礼拝・典礼・奉神礼
| -                                   | 東方教会                      | 西方教会         | 西方教会             | 西方教会             | 英語                                             |
| -                                   | 正教会                        | カトリック教会   | 聖公会               | プロテスタント       | 英語                                             |
| 羅：サクラメント 希：ミスティリオン | 機密                          | 秘跡             | 聖奠                 | 礼典                 | Sacrament                                        |
| 祈祷・儀礼の総称                    | 奉神礼                        | 典礼             | 礼拝                 | 礼拝                 | liturgy, rite, Christian worship, Church service |
| 主の晩餐に由来する祈祷・儀礼        | 聖体礼儀                      | （日本語訳不明） | （教派内に存在せず） | （教派内に存在せず） | Divine Liturgy                                   |
| 主の晩餐に由来する祈祷・儀礼        | （教派内に存在せず）          | ミサ             | 聖餐式 （稀に）ミサ  | （日本語訳不明）     | Mass                                             |
| 主の晩餐に由来する祈祷・儀礼        | 聖体機密 （エフハリスティア） | （日本語訳不明） | 聖餐式               | 聖餐式               | Eucharist                                        |

### 機密・秘跡・聖奠・礼典
聖公会では聖餐と洗礼のみを聖奠（サクラメント）とし、他の5つは聖奠的諸式と位置づける。
| 東方教会                                        | 西方教会                                  | 西方教会                                                                    | 西方教会                                | 英語                                 |
| 正教会                                          | カトリック教会                            | 聖公会                                                                      | プロテスタント                          | 英語                                 |
| 聖体機密 （聖体礼儀で行われる）                 | 聖体 （基本的にミサで行われる）           | 聖餐 （聖餐式で行われる）                                                   | 様々な表現が混在 （聖餐、主の晩餐など） | Eucharist, Holy Communion            |
| 洗礼機密 （聖洗礼儀もしくは摂行洗礼で行われる） | 洗礼 （基本的にミサ中の洗礼式で行われる） | 洗礼                                                                        | 洗礼、バプテスマ                        | Baptism                              |
| 傅膏機密 （聖洗礼儀で行われる）                 | 堅信 （ミサ中の堅信式で行われる）         | 堅信 （堅信式で行われる）                                                   | -                                       | 西方：Confirmation 東方：Chrismation |
| 痛悔機密 （告解礼儀で行われる）                 | ゆるしの秘跡                              | 懺悔 （共同懺悔と個人懺悔がある）                                           | -                                       | Penance                              |
| 神品機密 （聖体礼儀で行われる）                 | 叙階 （叙階式ミサで行われる）             | 聖職按手、叙任 （聖職按手式で行われる）                                     | -                                       | Holy Orders                          |
| 婚配機密 （戴冠礼儀で行われる）                 | 結婚                                      | 聖婚式                                                                      | -                                       | Marriage                             |
| 聖傅機密 （聖傅礼儀で行われる）                 | 病者の塗油                                | 病人の按手および塗油 （病人訪問の式で行われるが、単独で行われることもある） | -                                       | Anointing of the Sick                |

### 祈祷文
| 東方教会     | 西方教会       | 西方教会 | 西方教会       | 英語                    |
| 正教会       | カトリック教会 | 聖公会   | プロテスタント | 英語                    |
| 聖神         | 聖霊           | 聖霊     | 聖霊           | Holy Spirit, Holy Ghost |
| 聖詠         | 詩編           | 詩編     | 詩編、詩篇     | Psalm                   |
| 光榮（光栄） | 栄光           | 栄光     | 栄光           | Glory                   |
| アミン       | アーメン       | アーメン | アーメン       | Amen                    |

### 葬儀・死者のための祈り
| -                    | 東方教会          | 西方教会                                           | 西方教会                | 西方教会                              | 英語                                         |
| -                    | 正教会            | カトリック教会                                     | 聖公会                  | プロテスタント                        | 英語                                         |
| 死                   | 永眠              | 帰天                                               | 逝去                    | 召天 （キリストの昇天とは漢字が違う） | -                                            |
| 葬儀前晩の祈り・礼拝 | パニヒダ 通夜     | 通夜                                               | 通夜の祈り              | 前夜式 通夜                           | wake                                         |
| 葬儀                 | 埋葬式            | 葬儀 レクイエム （基本的に葬儀ミサとして行われる） | 葬送式 レクイエム       | 葬式 葬儀                             | Funeral                                      |
| 死者のための祈り     | パニヒダ リティヤ | レクイエム                                         | 逝去者記念式 レクイエム | 召天者記念礼拝 召天記念式             | Requiem, Memorial service, Death anniversary |

## コミュニオン
「コミュニオン」には大きく分けて「信徒の交わり」と「聖餐にあずかる」の意味があるが、前者と後者に多くの教派で異なる訳語を当てている。日本聖書協会訳聖書・新改訳聖書では前者に交わりの訳語を当てている。後者には「聖体拝領」「陪餐」「領聖」の訳語が各教派で用いられる。
| -                                       | 東方教会           | 西方教会          | 西方教会          | 西方教会          | 英語      |
| -                                       | 正教会             | カトリック教会    | 聖公会            | プロテスタント    | 英語      |
| ギリシア語: κοινωνία ラテン語: communio | 領聖 キノニア 共與 | 聖体拝領 コムニオ | 陪餐 コミュニオン | 陪餐 コミュニオン | Communion |

## 称号・役職

### 教職者
各教派ごとの位階がそのまま他教派で相当する位階と同格ないしは同義であるわけではない（むしろ異なることがほとんどである）。
| 東方教会                      | 西方教会                                 | 西方教会              | 西方教会                 | 英語                      |
| 正教会                        | カトリック教会                           | 聖公会                | プロテスタント           | 英語                      |
| 「パパ」（ギリシア語: Πάπας） | 教皇（ラテン語: Pāpa, Pontifex maximus） | （教派内に存在せず）  | （教派内に存在せず）     | Pope, Pontiff             |
| 総主教                        | 総大司教                                 | （教派内に存在せず）  | （教派内に存在せず）     | Patriarch                 |
| エクザルフ                    | （教派内に存在せず）                     | （教派内に存在せず）  | （教派内に存在せず）     | Exarch                    |
| （教派内に存在せず）          | 枢機卿                                   | （教派内に存在せず）  | （教派内に存在せず）     | Cardinal                  |
| 首座主教                      | 首座司教                                 | 首座主教 （総裁主教） | （総裁監督、総監督など） | Primate, Presiding bishop |
| 府主教                        | 首都大司教                               | （日本語訳不明）      | （教派内に存在せず）     | Metropolitan bishop       |
| 大主教                        | 大司教                                   | 大主教                | 大監督（一部のみ）       | Archbishop                |
| （教派内に存在せず）          | 属司教                                   | 補佐主教              | （教派内に存在せず）     | Suffragan bishop          |
| （教派内に存在せず）          | 協働司教                                 | （日本語訳不明）      | （教派内に存在せず）     | Coadjutor bishop          |
| （教派内に存在せず）          | 補佐司教                                 | （教派内に存在せず）  | （教派内に存在せず）     | Auxiliary bishop          |
| （日本語訳不明）              | 名義司教                                 | （教派内に存在せず）  | （教派内に存在せず）     | Titular bishop            |
| （教派内に存在せず）          | 名誉司教                                 | （教派内に存在せず）  | （教派内に存在せず）     | Bishop emeritus           |
| 主教                          | 司教                                     | 主教                  | 監督（一部のみ）         | Bishop                    |
| 掌院                          | （教派内に存在せず）                     | （教派内に存在せず）  | （教派内に存在せず）     | Archimandrite             |
| 典院                          | （教派内に存在せず）                     | （教派内に存在せず）  | （教派内に存在せず）     | Hegumen                   |
| 修道司祭                      | 修道司祭                                 | （日本語訳不明）      | （教派内に存在せず）     | Hieromonach, Priestmonk   |
| 首司祭                        | （教派内に存在せず）                     | （教派内に存在せず）  | （教派内に存在せず）     | Protopresbyter            |
| 長司祭                        | 主席司祭                                 | （教派内に存在せず）  | （教派内に存在せず）     | Archpriest                |
| 管轄司祭                      | 主任司祭                                 | 牧師                  | 牧師（Pastor）           | Rector, Parson            |
| 司祭                          | 司祭                                     | 司祭                  | （正教師）               | Priest                    |
| 首輔祭                        | 助祭長                                   | 大執事                | （教派内に存在せず）     | Archdeacon                |
| 長輔祭                        | （教派内に存在せず）                     | （教派内に存在せず）  | （教派内に存在せず）     | Protodeacon               |
| 修道輔祭                      | 修道助祭                                 | （日本語訳不明）      | （教派内に存在せず）     | Hierodeacon               |
| 輔祭                          | 助祭                                     | 執事                  | 執事（補教師）           | Deacon                    |
| （教派内に存在せず）          | 終身助祭                                 | （教派内に存在せず）  | （教派内に存在せず）     | Permanent deacon          |
| 副輔祭                        | （廃止され現存せず）                     | （教派内に存在せず）  | （教派内に存在せず）     | Subdeacon                 |
| 伝教者                        | カテキスタ                               | 伝道師                | 伝道師(Preacher, Sermon) | Catechist                 |
| 誦経者                        | 朗読奉仕者                               | 信徒奉事者            | （執事）                 | Reader, Lay reader        |
| 堂役                          | 祭壇奉仕者 侍者                          | サーバー、アコライト  | （教派内に存在せず）     | Altar server, Acolyte     |

### 聖人関連
聖人の称号を多用するのは正教会とカトリック教会。聖公会ではそれほど用いられない。またプロテスタントにはルーテル教会の一部を除き、正教・カトリックのような聖人概念が無い。
また、カトリック教会の尊者と正教会の克肖者はいずれも他言語では同一の語彙が当てられているが（例：英語"Venerable"）、両概念は著しく異なるものである。カトリック教会の尊者・福者は聖人の前段階であるが、正教会の克肖者・至福者は聖人の一称号である。
| 正教会 | カトリック教会 | 英語      |
| 克肖者 | 尊者           | Venerable |
| 致命者 | 殉教者         | Martyr    |
| 至福者 | 福者           | Blessed   |
| 表信者 | 証聖者         | Confessor |
| 登塔者 | 柱頭行者       | Stylites  |

## 教役者・牧会者の信徒に対する職務
| -                  | 東方教会 | 西方教会       | 西方教会   | 西方教会       | 英語          |
| -                  | 正教会   | カトリック教会 | 聖公会     | プロテスタント | 英語          |
| 英：パストラルケア | 牧会     | 司牧           | 司牧、牧会 | 牧会           | Pastoral care |

## 建物
| 東方教会                    | 西方教会                     | 西方教会           | 西方教会             | 英語                    |
| 正教会                      | カトリック教会               | 聖公会             | プロテスタント       | 英語                    |
| 聖堂 （"会堂"の種別もある） | 聖堂 教会堂                  | 聖堂 礼拝堂 教会堂 | 礼拝堂 教会堂 会堂   | church building, Chapel |
| 主教座聖堂                  | 司教座聖堂 カテドラル 大聖堂 | 主教座聖堂 大聖堂  | （教派内に存在せず） | Cathedral, Basilica     |